# Alternativ splitsning

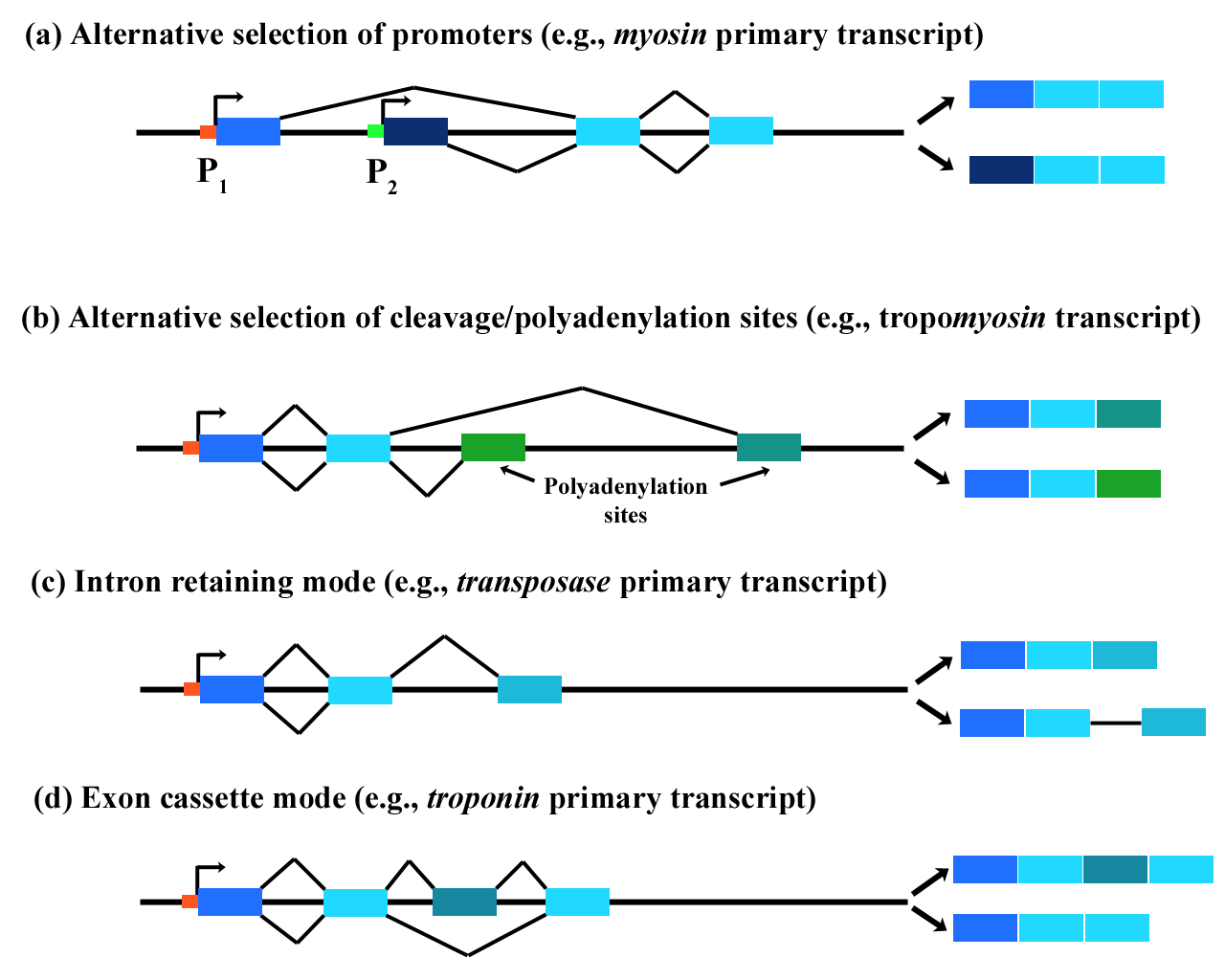
Olika möjligheter för alternativ splitsning.

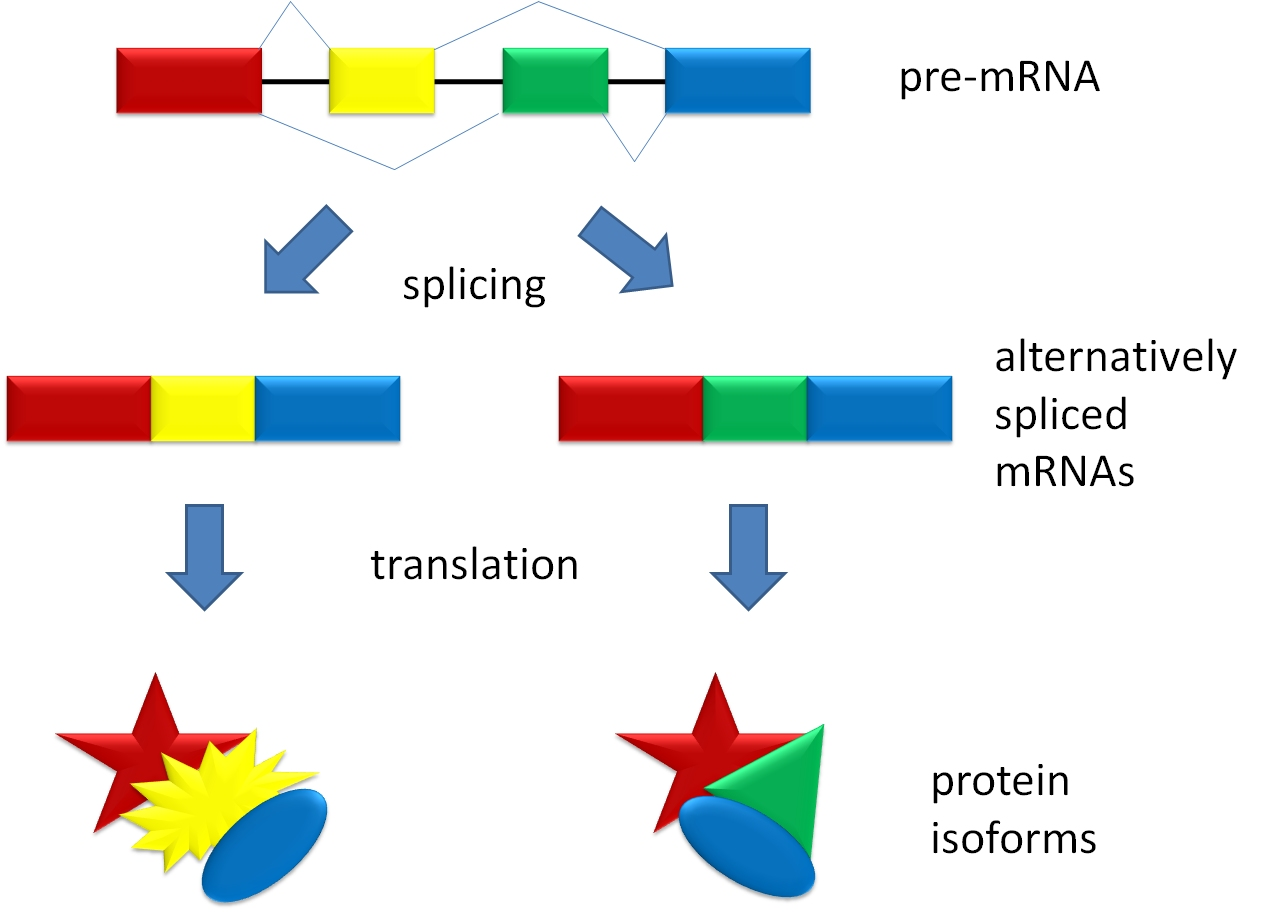
Exempel på olika möjligheter för alternativ splitsning.

Alternativ splitsning, även alternativ splicing, är en RNA-splitsningsmekanism varvid en enskild gen kan ge upphov till olika proteinprodukter. Detta är möjligt genom att vissa exon i mRNA-transkriptet klipps bort medan andra är intakta, till exempel i olika skeden i livet.